# まるかた
まるかたは、日本の漫画家、イラストレーター。本名・片平まさし。
1992年からサークル「あんず屋」としてコミックマーケットに参加している。
ゾイドやメダロットなどのメカデザインから美少女キャラクターまで、幅広く手がけている。

## 作品
- エイトフォース（1994年）
- バトルスキッパー（1993年-1996年）- メカニック・キャラクターデザイン
- メダロットR（1999年11月25日）
- メダロットnavi（2001年9月7日）
- メダロットG（2002年7月19日） - タイトルロゴデザイン
- ジャッジメントハイスクール - 超電磁高校生徒デザイン
- ハイエンドマスターモデル（2006年 - ）
- ゴーストキャッスル（2006年7月19日） - キャラクターデザイン
- メダロットS(2020年 - ) メダロット「ホワイトグレン」デザイン